# El Pont Alt (la Selva del Camp)
Pont Alt és un monument protegit com a bé cultural d'interès local del municipi de la Selva del Camp (Baix Camp).

## Descripció
És un aqüeducte que salva la Riera amb una sola i gran arcada. Obra de paredat de filada, amb arc dovellat, de carreus, lleugerament apuntat. Té una pedra gravada amb la data "MDLXVII - J.H.S." Ubicat a uns 30 minuts del poble, proper al mas de Campanet. Es troba després d'un altre petit aqüeducte arruïnat, vora del qual hi ha les restes d'una fortificació sarraïna.

## Història
Les aigües del mas de Ripoll venen pel rec que comença a la Resclosa, passa pel "Pont Alt" (que en la parla local ha derivat en "panalt" o "panal"), i va vorejant la Riera fins als molins de la vila. Hi ha documents del 1300 que parlen del "Pon Major Vell". La conducció de les aigües de la Selva del Camp fou reparada al segle xvi, obra que va trigar més d'una vintena d'anys a acabar-se, ja que suposa uns quants quilòmetres de longitud, i per a perpetuar-ne la memòria posaren els habitants de la vila una làpida als "Ponts" del Portal de més amunt.